# 莫仁诞
莫仁诞（543年—576年12月3日），胡姓莫仁氏，本姓马，字迴乐，一作迴洛，扶风郡郿县（今陕西省郿县）人，西魏、北周官员。

## 生平
莫仁诞在虚龄十一岁时为宇文泰任命为抚军将军，莫仁氏宗子。二十岁左右，莫仁诞补任内亲信。保定四年（564年），莫仁诞加帅都督，天和（568年）三年升任大都督。天和六年（571年），莫仁诞升任使持节、车骑大将军、仪同三司、大都督。建德元年（572年），莫仁诞加少虎贲。建德五年（576年）十月，周武帝亲征北齐，莫仁诞作为前锋部队围困北齐的晋州，建德五年十月廿七日（576年12月3日），莫仁诞在晋州城战死，虚龄三十四。建德五年十二月廿日（577年1月24日），周武帝诏令追赠莫仁诞使持节、上开府仪同大将军，追封赵郡开国公，食邑两千户。建德六年岁次丁酉三月甲戌朔廿三日丙申（577年4月26日），莫仁诞葬于万年县原望乡三儒里。

## 家庭

### 曾祖
- 马闻德，北魏南面俟利弗[2]

### 祖父
- 马伯丑，一名各提，北魏武川镇军主、朔州主簿[2]

### 父母
- 莫仁相，北周使持节、大将军、定安信公[2]
- 云氏，赐姓口豆连氏，封安民郡君，又封归义国夫人，建德五年（576年）去世，虚岁六十三，赠定安国夫人[2]

### 兄弟
- 莫仁菩提[2]